# Ponte Garibaldi (Verona)
Il ponte Garibaldi è un'opera infrastrutturale situata a Verona lungo il fiume Adige.

## Storia e descrizione

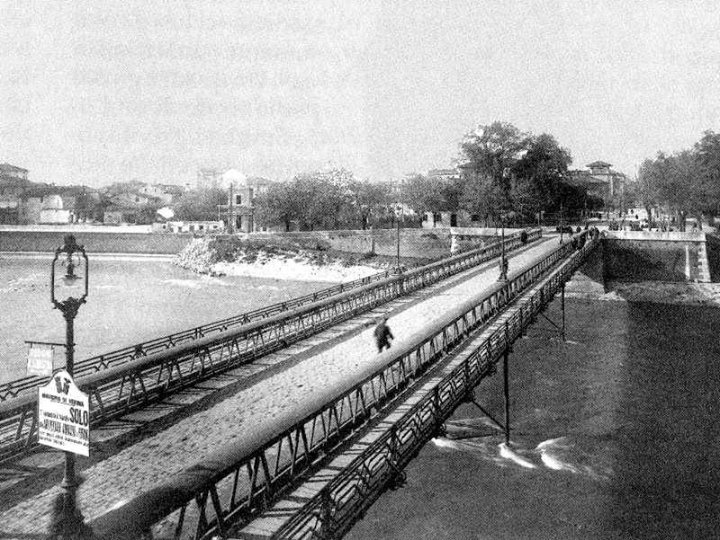
Il ponte metallico progettato dall'ingegner Alfredo Enrico Newille

Nel punto in cui oggi sorge ponte Garibaldi, probabilmente in epoca romana era presente un ponte di piccole dimensioni che collegava direttamente la città con la via Claudia Augusta, in quanto nel 1929, durante alcuni lavori, fu scoperta una testa di ponte in pietra di probabile origine romana; dal Seicento fino alla prima metà dell'Ottocento nello stesso punto era invece presente un battello che collegava le due rive del fiume Adige.
Nell'Ottocento, tuttavia, cominciò a farsi più pressante l'esigenza di costruire un'opera che potesse più agevolmente collegare la città con la strada per Trento. Fu così che l'Amministrazione comunale cercò, senza molta fortuna, di trovare imprese costruttrici interessate alla realizzazione di un ponte; alla fine si offrì l'ingegnere inglese Alfredo Enrico Newille, che propose l'edificazione di un ponte completamente in ferro. Il Comune stipulò così una convenzione con l'impresa dell'ingegner Newille: all'ingegnere veniva ceduto il diritto di pedaggio per la durata di settant'anni, in cambio l'Amministrazione era esonerata dal pagare i costi di costruzione della struttura stessa; inoltre, a titolo di immediata compensazione, venne ceduto all'ingegnere un terreno di circa 500 mq sulla riva sinistra, nella campagna in prossimità del futuro ponte. Le tariffe di pedaggio partivano dai 15 soldi per una persona per arrivare a 35 per il transito di un carro.
Il ponte costruito, in ferro, era lungo 75 metri e largo 8,90 e presentava tre campate sostenute da due stilate conficcate direttamente nel letto del fiume. La carreggiata, pavimentata con tavole di legno, era inoltre completata ai lati da due camminamenti pedonali, separati mediante balaustra dalle corsie per i carri. L'impresa, inoltre, costruì un palazzo sulla riva destra, all'imboccatura del ponte lato città, dove trovò sede la direzione del ponte, deputata alla sorveglianza e riscossione dei pedaggi del ponte; a tal scopo, sulla facciata del palazzo fu realizzata una loggia pensile, dove un impiegato controllava e contabilizzava ogni passaggio sul "ponte Newille", in modo da confrontare gli incassi effettivamente realizzati. Il ponte fu così inaugurato il 16 agosto 1864 dal vescovo di Verona Luigi di Canossa e il giorno successivo dal Comune di Verona.

L'inaugurazione del nuovo ponte in calcestruzzo armato, nel 1935. Si noti, sullo sfondo, il palazzo con la loggia pensile che serviva per contabilizzare i pedaggi del precedente ponte metallico

Il ponte rimaneva chiuso da una pesante cancellata in orario notturno, fino a quando nel 1866, con l'annessione del Veneto all'Italia, si decise di lasciarlo aperto per tutta la giornata, pur se con l'onere del pedaggio. Ponte Newille, nonostante la struttura apparentemente poco solida, riuscì a resistere alla piena del fiume Adige del 1867 e soprattutto all'inondazione di Verona del 1882, quando un mulino disancorato andò a sbattere violentemente contro la struttura, che resistette efficacemente al colpo subito. Solo nel 1915 la popolazione, stanca di pagare il tributo, convinse l'Amministrazione a far togliere il pedaggio; l'ingegnere Newille fu così risarcito mediante il pagamento di una somma di 180 000 lire.
Il ponte fu testimone di un evento particolare il 7 marzo 1867, quando Verona ricevette la visita del celebre generale Giuseppe Garibaldi: la città fu mossa dalle celebrazioni entusiaste per la l'unificazione di Verona al Regno d'Italia, al termine delle quali Garibaldi attraversò in carrozza il ponte Newille per recarsi dall'amico Carlo Sega, che abitava lungo la strada per Avesa; la cittadinanza, a ricordo di quel passaggio, cominciò a chiamarlo ponte Giuseppe Garibaldi, per cui successivamente fu ufficialmente intitolato al generale.

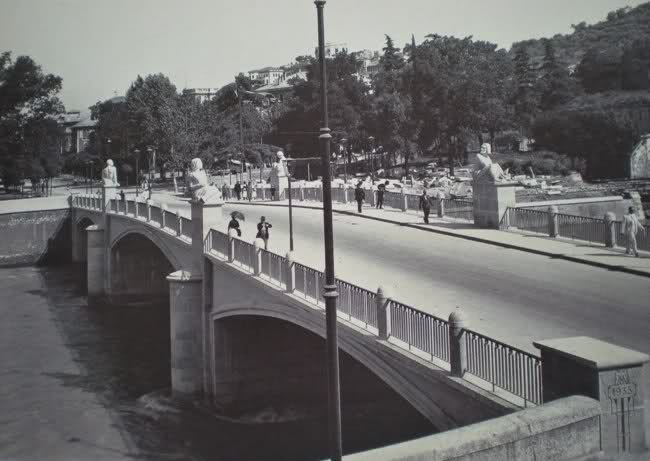
Ponte Garibaldi con i gruppi scultorei di Ruperto Banterle

All'inizio del Novecento le dimensioni del ponte cominciarono a divenire insufficienti per assorbire l'aumento di traffico causato dalla nascita del nuovo quartiere di Borgo Trento, sviluppatosi sulla sinistra del fiume, per cui i cittadini della zona fecero pressione sul Comune per ottenere un rinnovamento della struttura: gli abitanti ebbero successo e il sindaco Zanella promosse la demolizione del ponte in ferro e la sua sostituzione con una nuova struttura, correttamente dimensionata. Il ponte fu così smontato nel 1934 e la costruzione del nuovo ponte Garibaldi commissionato all'impresa dell'ingegner Forte. La nuova opera su tre campate fu realizzata in calcestruzzo armato e adornata di quattro gruppi scultorei in pietra tufacea, collocate sopra piedistalli in asse con le pile centrali: realizzati dallo scultore Ruperto Banterle, raffiguravano Garibaldi, il Nocchiero, Anita e l'Agricoltura, rappresentati in posizione seduta o semisdraiata. Il ponte, inaugurato già il 21 aprile 1935, proprio per la presenza delle sculture, cominciò ad essere chiamato dai veronesi con il nome di "ponte dei Strachi", ovvero ponte degli stanchi.
Al volgere della seconda guerra mondiale il ponte è stato demolito dai soldati tedeschi in ritirata: la notte tra il 24 e il 25 aprile 1945, infatti, lo fecero esplodere insieme a tutti gli altri ponti di Verona. Per questo motivo si dovette procedere alla completa demolizione e successiva ricostruzione ex novo; il progetto di ricostruzione (da cui fu escluso il ricollocamento delle statue, che avevano subito danni molto gravi) fu seguito dall'ingegner Danuso, e il ponte riaperto al transito il 10 novembre 1947.